# 赤穗郡
赤穗郡（日语：／ Akō gun */?）是位於日本兵庫縣西南部的郡。
現僅轄有以下1町：
- 上郡町

過去的範圍還包括現在的赤穗市大部分地區、相生市大部分地區、龍野市西北部地區、佐用郡佐用町南部地區。

## 歷史
過去屬於播磨國轄下的郡，在19世紀末江戶時代結束之際，赤穗郡分屬赤穗藩、尼崎藩、安志藩和幕府直轄領地。
隨著1868年幕府的結束及接著實施的廢藩置縣政策，郡內各地曾先後分屬兵庫縣、生野縣、赤穗縣、尼崎縣、安志縣管轄，直到1871年才全數整併為姬路縣的轄區，1876年再次整併到兵庫縣內。
1879年實施郡區町村編制法，赤穗郡正式的成為近代的行政區劃，郡役所設於加里屋町（位於現在的赤穗市）。

### 年表

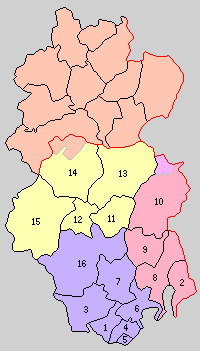
1896年時赤穗郡轄下的行政區劃
1.赤穗町 2.相生村 3.鹽屋村 4.尾崎村 5.新濱村 6.坂越村 7.高雄村 8.那波村 9.若狹野村 10.矢野村 11.高田村 12.上郡村 13.鞍居村 14.赤松村 15.船坂村 16.有年村
（紫色：現屬赤穗市、紅色：現屬相生市、桃色色：現屬龍野市、黃色：現屬上郡町、橙色：現屬佐用郡佐用町）

- 1889年04月1日：實施町村制，下設：赤穗町（日语：赤穂町 (兵庫県)）、相生村、鹽屋村（日语：塩屋村 (兵庫県)）、尾崎村（日语：尾崎村 (兵庫県赤穂郡)）、新濱村（日语：新浜村 (兵庫県)）、坂越村、高雄村（日语：高雄村 (兵庫県)）、那波村、若狹野村（日语：若狭野村）、矢野村（日语：矢野村 (兵庫県)）、高田村（日语：高田村 (兵庫県)）、上郡村、鞍居村（日语：鞍居村）、赤松村（日语：赤松村 (兵庫県)）、船坂村（日语：船坂村）、有年村（日语：有年村）。（1町15村）
- 1891年03月25日：矢野村的二栢野地區被併入揖西郡西栗栖村（日语：西栗栖村）（現屬龍野市）。
- 1896年07月1日：實施郡制（日语：郡制），設立郡參事會（日语：郡参事会）。
- 1913年01月1日：相生村改制相生町。[2]（2町14村）
- 1913年4月1日：上郡村改制為上郡町。（3町13村）
- 1923年04月1日：廢除郡會和郡參事會。
- 1926年07月1日：廢除郡役所，此後郡不再作為行政區劃，只作為地名的表示。
- 1931年11月1日：那波村改制為那波町（日语：那波町）。（4町12村）
- 1936年08月1日：坂越村改制為坂越町（日语：坂越町）。（5町11村）
- 1937年04月1日：鹽屋村、尾崎村、新濱村被併入赤穗町。（5町8村）
- 1938年04月1日：那波町被併入相生町。（4町8村）
- 1942年10月1日：相生町改制為相生市，並脫離赤穗郡。（3町8村）
- 1951年09月1日：赤穗町、坂越町、高雄村合併為赤穗市[3]，並脫離赤穗郡。（1町7村）
- 1954年08月1日：若狹野村和矢野村被併入相生市。（1町5村）
- 1955年03月25日：赤松村被廢除，部分地區被併入佐用郡久崎町（日语：久崎町）（現屬佐用町），其餘地區與上郡町、高田村、鞍居村、船坂村合併為新設置的上郡町。[4]（1町1村）
- 1955年4月1日：有年村被併入赤穗市。（1町）

### 變遷表
| 1889年4月1日                   | 1889年-1926年        | 1926年-1944年        | 1926年-1944年           | 1926年-1944年        | 1944年-1954年             | 1954年-1989年              | 1954年-1989年              | 1989年-現在                | 現在                       |
| ------------------------------ | -------------------- | -------------------- | ----------------------- | -------------------- | ------------------------- | -------------------------- | -------------------------- | -------------------------- | -------------------------- |
| 赤穗町                         | 赤穗町               | 赤穗町               | 赤穗町                  | 赤穗町               | 1951年9月1日 合併為赤穗市 | 1951年9月1日 合併為赤穗市  | 赤穗市                     | 赤穗市                     | 赤穗市                     |
| 鹽屋村                         | 鹽屋村               | 鹽屋村               | 1937年4月1日 併入赤穗町 | 赤穗町               | 1951年9月1日 合併為赤穗市 | 1951年9月1日 合併為赤穗市  | 赤穗市                     | 赤穗市                     | 赤穗市                     |
| 尾崎村                         |                      |                      | 1937年4月1日 併入赤穗町 | 赤穗町               | 1951年9月1日 合併為赤穗市 | 1951年9月1日 合併為赤穗市  | 赤穗市                     | 赤穗市                     | 赤穗市                     |
| 新濱村                         |                      |                      | 1937年4月1日 併入赤穗町 | 赤穗町               | 1951年9月1日 合併為赤穗市 | 1951年9月1日 合併為赤穗市  | 赤穗市                     | 赤穗市                     | 赤穗市                     |
| 坂越村                         | 坂越村               | 坂越村               | 1936年8月1日 坂越町     | 1936年8月1日 坂越町  | 1951年9月1日 合併為赤穗市 | 1951年9月1日 合併為赤穗市  | 赤穗市                     | 赤穗市                     | 赤穗市                     |
| 高雄村                         |                      |                      |                         |                      | 1951年9月1日 合併為赤穗市 | 1951年9月1日 合併為赤穗市  | 赤穗市                     | 赤穗市                     | 赤穗市                     |
| 有年村                         | 有年村               | 有年村               | 有年村                  | 有年村               | 有年村                    | 1955年4月1日 併入赤穗市    | 赤穗市                     | 赤穗市                     | 赤穗市                     |
| 相生村                         | 1913年1月1日 相生町  | 1913年1月1日 相生町  | 1913年1月1日 相生町     | 1942年10月1日 相生市 | 1942年10月1日 相生市      | 相生市                     | 相生市                     | 相生市                     | 相生市                     |
| 那波村                         | 那波村               | 1931年11月1日 那波町 | 1938年4月1日 併入相生町 | 1942年10月1日 相生市 | 1942年10月1日 相生市      | 相生市                     | 相生市                     | 相生市                     | 相生市                     |
| 若狹野村                       | 若狹野村             | 若狹野村             | 若狹野村                | 若狹野村             | 1954年8月1日 併入相生市   | 相生市                     | 相生市                     | 相生市                     | 相生市                     |
| 矢野村                         |                      |                      |                         |                      | 1954年8月1日 併入相生市   | 相生市                     | 相生市                     | 相生市                     | 相生市                     |
| 上郡村                         | 1913年4月1日 上郡町  | 1913年4月1日 上郡町  | 1913年4月1日 上郡町     | 1913年4月1日 上郡町  | 1913年4月1日 上郡町       | 1955年3月25日 合併為上郡町 | 1955年3月25日 合併為上郡町 | 1955年3月25日 合併為上郡町 | 1955年3月25日 合併為上郡町 |
| 鞍居村                         |                      |                      |                         |                      |                           | 1955年3月25日 合併為上郡町 | 1955年3月25日 合併為上郡町 | 1955年3月25日 合併為上郡町 | 1955年3月25日 合併為上郡町 |
| 船坂村                         |                      |                      |                         |                      |                           | 1955年3月25日 合併為上郡町 | 1955年3月25日 合併為上郡町 | 1955年3月25日 合併為上郡町 | 1955年3月25日 合併為上郡町 |
| 高田村                         |                      |                      |                         |                      |                           | 1955年3月25日 合併為上郡町 | 1955年3月25日 合併為上郡町 | 1955年3月25日 合併為上郡町 | 1955年3月25日 合併為上郡町 |
| 赤松村                         |                      |                      |                         |                      |                           | 1955年3月25日 合併為上郡町 | 1955年3月25日 合併為上郡町 | 1955年3月25日 合併為上郡町 | 1955年3月25日 合併為上郡町 |
| 1955年3月25日 併入佐用郡久崎町 | 1958年6月15日 上月町 | 2005年10月1日 佐用町 | 2005年10月1日 佐用町    |                      |                           |                            |                            |                            |                            |